# Pablo Cateriano
Pablo Andrés Cateriano Bellido (Lima, 30 de septiembre de 1959) es un periodista y relacionista público. Fue conductor de noticias en América Televisión; además, se desempeñó como editor del suplemento Deporte Total del diario El Comercio. Es columnista de la revista Aptitus. Actualmente es CEO de Métrica Perú, agencia de Marketing, Comunicación Estratégica y Digital creada en 1999.

## Biografía

### Carrera
Estudió en el Colegio de La Inmaculada. Es licenciado en Ciencias de la Comunicación por la Universidad de Lima. Tiene estudios de Derecho y Ciencias Políticas en la Universidad de Lima. Curso de postgrado en el XIV Programa de Graduados Latinoamericanos de la Universidad de Navarra (Pamplona, España) 1985. Ha participado en el CEOs Management Program de Northwestern Kellogg en el 2019.
Se inició como reportero en el desaparecido diario La Prensa. Trabajó en el área de Promoción y Difusión del Instituto Libertad y Democracia (ILD). Ha sido ejecutivo de cuentas en la agencia de publicidad Intercom. Fue conductor del noticiero de América Televisión, en donde llegó a ser gerente central de informaciones. Fue editor general y fundador de la revista Cosas y editor y creador del suplemento Deporte Total del diario El Comercio. Fue Decano de la Facultad de Ciencia y Tecnología de la Comunicación de la Universidad San Ignacio de Loyola. Fue Director Asociado de Chirinos, Salinas & Cateriano, consultora de comunicación, durante casi una década. Fundador de Métrica Comunicación (2009) y Métrica Digital (2018).

### Programas de televisión
En 1987, ingresó a América Televisión, como narrador de noticias y también como director, donde condujo el noticiero Primera Plana, junto a Guido Lombardi, Mannie Rey, Alberto Beingolea, María Elena Cantuarias Rey, Mónica Cánepa, Jaime Bayly, María José Arguedas, Carmen Velasco, sustituida en 1993 por la periodista Claudia Doig (posteriormente llamado América Noticias) que duró hasta noviembre de 1996.
Cateriano, también condujo programas periodísticos: el noticiero matutino Antemeridiano (1989), junto a Guido Lombardi y Suzie Sato, 1991 en América, el noticiero matutino Primera edición (1993), junto a la periodista Sol Carreño y Arturo Pomar (ex-locutor de América Televisión), reemplazado por Federico Salazar.
Reemplazó al periodista mexicano Félix Cortés Camarillo y la conducción principal de Álvaro Maguiña (ex-reportero de los programas periodísticos: Primera Plana, América Noticias y su programa dominical Hora 20:00, entre 1994 y 2001), también la periodista Jessica Tapia, desde en marzo de 2001 que duró hasta en abril de 2002, sustituida en noviembre de 2002 por Claudia Cisneros, actividad en lo que duró hasta el 6 de junio de 2003, después de 16 años.
Ha trabajado en prensa, televisión, publicidad y comunicación corporativa. Posee veinte años de experiencia como periodista y otros veinte más como consultor en comunicación.

## Otras actividades
Desde Métrica Perú colabora con la Fundación Peruana del Cáncer (FPC); la Asociación Civil Crea+; e inPerú. 

## Vida personal
Está casado con Milagros Llosa Martinto, con quien tiene cuatro hijos: Pablo, Patricio, Mateo y Marcelo, una hija política, Juana, y dos nietos. Es hermano de Pedro Cateriano Bellido, ex primer ministro del Perú y de Diego Cateriano Bellido, empresario.

## Premios
- Premio Jerusalén de Periodismo en 1999.

## Publicaciones
- El arte de ser y parecer. Cómo construir y cuidar la reputación empresarial. Editorial Conecta. (2024).